# Chilodontidae
Famille
Les Chilodontidae sont une famille de poissons d'eau douce de l'ordre des Characiformes originaires du Nord et du centre de l'Amérique du Sud.

## Systématique
Cette famille, proche de celle des Anostomidae, en est parfois considérée comme sous-famille (les Chilodontinae).
Durant un temps elle était homonyme de la famille de gastéropodes des Chilodontidae Wenz, 1938, taxon synonyme et invalide de la famille des Chilodontaidae.

## Description
Les Chilodontidae ont un marquage coloré, les rendant populaires dans les aquariums amateurs. Ce sont de petits poissons, mesurant moins de 70 mm de longueur à l'âge adulte, et qui se distinguent par leurs postures habituelles la tête en bas.

## Liste des genres
Selon FishBase (04 juin 2015) :
- genre Caenotropus Günther, 1864[3]
  - Caenotropus labyrinthicus (Kner, 1858)
  - Caenotropus maculosus (Eigenmann, 1912)
  - Caenotropus mestomorgmatos Vari, Castro & Raredon, 1995
  - Caenotropus schizodon Scharcansky & Lucena, 2007
- genre Chilodus J. P. Müller & Troschel, 1844[4]
  - Chilodus fritillus Vari & Ortega, 1997
  - Chilodus gracilis Isbrücker & Nijssen, 1988
  - Chilodus punctatus Müller & Troschel, 1844
  - Chilodus zunevei Puyo, 1946